# Henryk II ziębicki
Henryk II ziębicki (urodzony pomiędzy 1371 a 1396, zm. 11 marca 1420) – książę ziębicki (razem z bratem Janem) w latach 1410–1420.
Henryk był najmłodszym synem księcia ziębickiego Bolka III i Eufemii bytomskiej. Z powodu niezachowania się wielu źródeł o życiu Henryka mamy znikome wiadomości. Osoba księcia jest obecna wyłącznie jako współwystawca dokumentów starszego brata Jana. Nie zdążył się ożenić – zmarł 11 marca 1420 roku i został prawdopodobnie pochowany w klasztorze w Henrykowie.